# Infratribù
L'infratribù, nella classificazione scientifica, è un taxon di rango compreso fra la famiglia e il genere e si colloca come sottoinsieme della sottotribù.
Questo taxon è usato in zoologia per raggruppare generi le cui relazioni filogenetiche non sono sufficientemente evidenziate dalla suddivisione sistematica in tribù e sottotribù e si applica nell'ambito di famiglie il cui albero filogenetico si presenta particolarmente complesso e approfondito. Il raggruppamento dei generi in infratribù ricorre pertanto sporadicamente in schemi tassonomici complessi.
In base all'articolo 35 del Codice Internazionale di Nomenclatura Zoologica, l'infratribù appartiene alla categoria family group, ovvero al gruppo di taxa che si collocano fra il rango di superfamiglia e quello di genere. Questo taxon è tuttavia informale in quanto la sua nomenclatura non è regolamentata dalla Commissione Internazionale (International Commission on Zoological Nomenclature). Ciò implica che la radice e il suffisso adottato dall'autore per la denominazione di un'infratribù può rispettare un eventuale standard de facto non supportato dal Codice.